# Di indigetes
De di indigetes ("indigene godheden") waren een groep van Romeinse goden, godinnen en geesten die niet waren overgenomen uit andere godsdiensten, de di novensides ("nieuwkomers godheden") in de terminologie van Georg Wissowa.
De meeste van hen waren zeer lage goden, weinig meer dan personificaties van een abstracte kwaliteit. Ops, Ianus en Quirinus zijn enkele van de weinige belangrijke di indigetes. Omdat de meeste Latijnse woorden van abstracties en concepten vrouwelijk waren, is de grote meerderheid van di indigetes vrouwelijk, waardoor de Romeinse godsdienst in het algemeen een groot aantal godinnen telt.
1. Abeona
2. Abundantia
3. Adeona
4. Aequitas
5. Aera Cura
6. Aeternitas
7. Africus
8. Aius Locutius
9. Alemonia
10. Angerona
11. Angita
12. Angitia
13. Anna Perenna
14. Antevorte
15. Averna
16. Bona Dea
17. Bubona
18. Candelifera
19. Cardea
20. Carmenta
21. Carna
22. Catillus
23. Cinxia
24. Clementia
25. Cloacina
26. Cocles
27. Concordia
28. Conditor – een helper van Ceres
29. Consus
30. Convector – een helper van Ceres
31. Copia
32. Corus
33. Cuba
34. Cunina
35. Cura
36. Curiatii
37. Dea Dia
38. Dea Tacita
39. Devera
40. Deverra
41. Di Penates
42. Dia
43. Disciplina
44. Dius Fidus
45. Domiduca
46. Domiducus
47. Domitius
48. Duellona
49. Edusa
50. Egeria
51. Egestes
52. Empanda
53. Endovelicus
54. Evander
55. Eventus Bonus
56. Fabulinus
57. Facunditas
58. Faustitas
59. Febris
60. Felicitas
61. Ferentina
62. Feronia
63. Fides
64. Fontus
65. Fornax
66. Fraus
67. Fulgora
68. Furina
69. Honos
70. Horatii
71. Ianus
72. Imporcitor – een helper van Ceres
73. Insitor – een helper van Ceres
74. Invidia
75. Inuus
76. Iana
77. Iuno
78. Iuppiter
79. Iuturna
80. Lactans
81. Larenta
82. Lares
83. Laverna
84. Levana
85. Liberalitas
86. Libertas
87. Libitina
88. Lima
89. Lua
90. Lucina
91. Lupercus
92. Maia
93. Maiesta
94. Manes
95. Matronae
96. Meditrina
97. Mefitis
98. Mellona
99. Mena
100. Mens
101. Messor – een helper van Ceres
102. Moneta
103. Mucius
104. Murcia
105. Muta
106. Mutinus Mutunus
107. Naenia
108. Nascio
109. Nemestrinus
110. Nerio
111. Nixi
112. Nodutus
113. Nona
114. Novensilus
115. Nundina
116. Obarator – een helper van Ceres
117. Occator – een helper van Ceres
118. Orbona
119. Pales
120. Partula
121. Patalena
122. Paventia
123. Picumnus
124. Pietas
125. Pilumnus
126. Poena
127. Pomona
128. Poros
129. Postverta
130. Potina
131. Promitor – een helper van Ceres
132. Prorsa Postverta
133. Providentia
134. Pudicitia
135. Puta
136. Quirinus
137. Quiritis
138. Rederator
139. Reparator – een helper van Ceres
140. Robigo
141. Robigus
142. Roma
143. Rumina
144. Runcina
145. Rusina
146. Saritor – een helper van Ceres
147. Securitas
148. Semonia
149. Sentia
150. Silvanus
151. Soranus
152. Sors
153. Spes
154. Spiniensis
155. Stata Mater
156. Statina
157. Statanus
158. Strenua
159. Suedela
160. Subruncinator – een helper van Ceres
161. Summanus
162. Tellumo
163. Tempestes
164. Terminus
165. Terra Mater
166. Tibertus
167. Uranus
168. Vacuna
169. Vervactor – een helper van Ceres
170. Veritas
171. Verminus
172. Vertumnus
173. Vica Pota
174. Viduus
175. Virbius
176. Viriplaca
177. Virtus
178. Vitumnus
179. Volturnus
180. Volumna